# Hitz
Hitz è una sitcom statunitense trasmessa su UPN dal 26 agosto all'11 novembre 1997. La serie riguarda due dirigenti del settore discografico (Rick Gomez e Claude Brooks) ed il loro capo (Andrew Dice Clay) alla Hitower Records di Los Angeles.

## Cast
- Andrew Dice Clay nel ruolo del presidente della Hitower Jimmy Esposito
- Rick Gomez nel ruolo di Robert Moore
- Claude Brooks nel ruolo di Busby Evans
- Rosa Blasi nel ruolo di April Beane
- Kristin Dattilo nel ruolo di Angela
- Spencer Garrett nel ruolo di Tommy Stans

## Episodi
| Nº | Titolo originale                          | Titolo tradotto                                     | Prima TV USA      |
| -- | ----------------------------------------- | --------------------------------------------------- | ----------------- |
| 1  | Pilot                                     | Puntata pilota                                      | 26 agosto 1997    |
| 2  | It Ain't Over Till...                     | Non è finita...                                     | 2 settembre 1997  |
| 3  | The Godfather: Not the Movie              | Il padrino: non il film                             | 9 settembre 1997  |
| 4  | My Favorite Geer                          |                                                     | 16 settembre 1997 |
| 5  | I Can't Get No Satisfaction               | Non riesco ad essere soddisfatto                    | 23 settembre 1997 |
| 6  | Comedy Jam                                |                                                     | 30 settembre 1997 |
| 7  | Guys and Dolls                            | Ragazzi e bambole                                   | 14 ottobre 1997   |
| 8  | Jive Talkin                               |                                                     | 28 ottobre 1997   |
| 9  | You Probably Think This Song Is About You | Probabilmente pensi che questa canzone sia su di te | 4 novembre 1997   |
| 10 | Give the Drummer Some                     | Dai un po' al batterista                            | 11 novembre 1997  |
| 11 | Cat's Cradle                              | Il gatto di Cradle                                  | non trasmesso     |
| 12 | Radio Daze                                | Radio Daze                                          | non trasmesso     |
| 13 | You Can Almost Go Home Again              | Puoi quasi tornare nuovamente a casa                | non trasmesso     |
| 14 | Sleeping With the Enemy                   | Dormendo con il nemico                              | non trasmesso     |
| 15 | Riffapalooza                              | Riffapalooza                                        | non trasmesso     |
| 16 | Yo' Mama                                  | Ehi mamma                                           | non trasmesso     |
| 17 | What's Your Name, Who's Your Daddy?       | Qual è il tuo nome, chi è il tuo papà?              | non trasmesso     |

## Produzione
Sebbene UPN avesse inizialmente ordinato 13 episodi, a ottobre la rete ordinò altri nove episodi per un totale di 22. Tuttavia, entro dicembre la serie fu annullata prima che gli ultimi sei episodi fossero completati.

## Recensioni
Caryn James del New York Times definì la serie implacabilmente poco divertente. Ken Tucker di Entertainment Weekly valutò la serie come una delle peggiori dell'anno.